# En attendant les hirondelles
En attendant les hirondelles, título en castellano Esperando a las golondrinas, es el nombre de una película de  drama francesa escrita y dirigida por Karim Moussaoui. Esta fue seleccionada para competir por el premio Un Certain Regard del  Cannes Film Festival.

## Sinopsis
En la Argelia actual, el pasado y el presente chocan en las vidas de tres personas: un nuevo rico que trabaja con propiedades, una joven que se debate entre el sentimiento y la razón, y un ambicioso neurólogo trastornado por sus actos de guerra.

## Reparto
- Mohamed Djouhri: Mourad
- Sonia Mekkiou: Lila
- Mehdi Ramdani: Djalil
- Hania Amar: Aïcha
- Chawki Amari
- Hassan Kachach: Dahman
- Nadia Kaci: la mujer
- Samir El Hakim
- Aure Atika: Rasha

## Premios
- 2017: Festival de Cannes: Un Certain Regard (Sección oficial)
- 2017: Festival de Gijón: Premio Especial del Jurado y Mejor dirección artística